# Poroderma
Poroderma és un gènere de peixos de la família dels esciliorrínids i de l'ordre dels carcariniformes.

## Morfologia
- Mesuren 15 cm en el moment de la naixença.
- La talla mitjana és entre 60 i 80 cm (màxima de 100 cm).
- Color gris amb bandes fosques.[1]

## Alimentació
Mengen crustacis i peixets.

## Hàbitat
Duran el dia romanen en petites coves i clivelles del terreny.

## Distribució geogràfica
Viuen a Sud-àfrica.

## Costums
Són nocturns.

## Observacions
Són inofensius per als humans.

## Taxonomia
- Gat ratllat (Poroderma africanum) (Gmelin, 1789)
- Gat lleopard (Poroderma pantherinum) (Müller & Henle, 1838)[2][3][4][5][6]